# Разбойничий роман

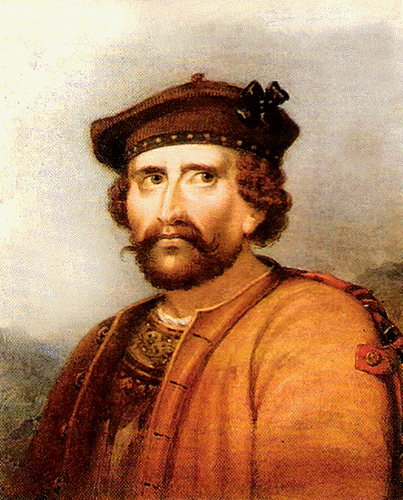
Герой разбойничьего романа Вальтера Скотта «Роб Рой» (1817)

Разбо́йничий рома́н — романный жанр, получивший наибольшее распространение в немецкой, английской, французской литературе XVIII—XIX вв. (Шпис, Вульпиус, Крамер, Чокке, Арним, Гауф, Эйнсворт, Вальтер Скотт, Эжен Сю, Дюма, Пушкин и др.). В центре повествования находится своего рода Робин Гуд — благородный разбойник, поставивший себя вне закона, совершающий преступления для защиты бедных и бесправных и противостоящий беззаконию власть имущих. Аналогичные мотивы развивались в драме (Шиллер, «Разбойники», 1780 — это произведение положило начало развитию жанра разбойничьего романа) и новелле (Клейст, Нодье), своеобразным ответвлением жанра можно считать пиратский роман (Дефо, Эжен Сю, Фенимор Купер). Разбойничьи романы появлялись в основном в переходные политические периоды и проецировали борьбу старых и новых господствующих структур. В русской литературе примером разбойничьего романа является «Дубровский» А. С. Пушкина. В этом жанре также часто присутствуют романтические герои.

## Примеры
- «Абелино, великий разбойник» (нем. Abällino, der grosse Bandit, 1793) — роман Генриха Чокке, ставший исторически первым примером разбойничьего романа в Германии.
- «Пещера Лейхтвейса» (нем. Heinrich Anton Leichtweis, der verwegene Räuber und Wilddieb. Oder: 13 Jahre Liebe und Treue im Felsengrab, 1880)  — многотомный (от 4 до 7 томов в разных изданиях) роман В. А. Рёдера, основанный на местном предании земли Гессен и неоднократно переводившийся на русский язык.
- «Ринальдо Ринальдини, атаман разбойников»[нем.] (нем. Rinaldo Rinaldini, der Räuberhauptmann) — роман К. Вульпиуса. Первая книга вышла в 1798, успех у публики позволил автору написать несколько продолжений. В XX веке роман был дважды экранизирован.
- «Роб Рой» (англ. Rob Roy, 1817) — исторический роман Вальтера Скотта, наиболее известный разбойничий роман в английской литературе. К описываемому жанру можно отнести также эпизоды с Робином Гудом в «Айвенго» (1819).
- «Шпессартская харчевня»[нем.] (нем. Das Wirtshaus im Spessart, 1827) — к жанру разбойничьего романа относится обрамляющая новелла этого цикла сказок В. Гауфа.
- «Дубровский» (1833, первая публикация в 1841) — неоконченный роман А. С. Пушкина.